# (27166) 1999 AN20
1999 أي أن 20 (ويعرف أيضًا باسم (27166) 1999 أي أن 20 وفق تسمية الكوكب الصغير) (بالإنجليزية: 1999 AN20)‏ هو كويكب ضمن حزام الكويكبات؛ وترتيبه 27166 من حيث الاكتشاف.
اكتُشف هذا الجُرم الفلكي بواسطة Frank B. Zoltowski ‏ في 12 يناير 1999.

## وصلات خارجية
- (27166) 1999 AN20 في قاعدة بيانات مختبر الدفع النفاث لأجرام النظام الشمسي الصغيرة

- الاكتشاف · مخطط المدار ·  العناصر المدارية · المعلمات المادية

- (27166) 1999 AN20 على موقع ويكي سكاي: DSS2, SDSS, GALEX, IRAS, Hydrogen α, X-Ray, Astrophoto, Sky Map, Articles and images